# Divine, l'évangile des merveilles
Pour plus de détails, voir Fiche technique et Distribution.
Divine, l'évangile des merveilles (El evangelio de las maravillas) est un film mexicain réalisé par Arturo Ripstein, sorti en 1998.

## Synopsis
La communauté de La Nueva Jerusalem, dirigée par un couple âgé, attend le retour du Messie. La jeune Tomasa est désignée comme prophétesse. 

## Fiche technique
- Titre : Divine, l'évangile des merveilles
- Titre original : El evangelio de las maravillas
- Réalisation : Arturo Ripstein
- Scénario : Paz Alicia Garciadiego
- Musique : David Mansfield
- Photographie : Guillermo Granillo
- Montage : Ximena Cuevas
- Production : Laura Imperiale, Alfredo Ripstein hijo et Jorge Sánchez
- Société de production : Aleph Producciones, Gardenia Films, Producciones Amaranta, Televisión Española et Wanda Visión
- Société de distribution : Mondo Films (France)
- Pays :  Mexique,  Espagne et  Argentine
- Genre : Drame
- Durée : 112 minutes
- Dates de sortie : 
  - Mexique : 29 avril 1998 (Monterrey)
  - France : 18 octobre 1998

## Distribution
- Francisco Rabal : Papá Basilio
- Katy Jurado : Mamá Dorita
- Edwarda Gurrola : Tomasa
- Carolina Papaleo : Nélida
- Bruno Bichir : Gavilán
- Patricia Reyes Spíndola : Micaela
- Rodrigo Ostap : Fidel
- Angelina Peláez : Elodia
- Gina Morett : Rita
- Rafael Velasco : Mateo

## Distinctions
Le film a été nommé pour neuf prix Ariel et a remporté celui du meilleur second rôle féminin pour Katy Jurado.